# Canut V
Canut V Magnussen —Knud V Magnussen (danès)— (c. 1129 – 9 d'agost del 1157) fou Rei de Dinamarca del 1146 al 1157, governant en aliances alternants amb Sven III i Valdemar I. Canut fou mort a l'anomenat Festí Sagnant de Roskilde el 1157.
Canut nasqué cap al 1129, essent fill del Rei Niels i net de Magnus el Fort de Suècia. Després que l'abdicació d'Eric III el 1146, els magnats de Jutlàndia declararen rei a Canut, mentre que els magnats de Sjælland i Escània coronaren a Sven III, el nebot de Canut Lavard que Magnus havia mort el 1131.
Als anys següents Canut va provar en va de derrotar Sven III a Sjælland per regnar totalment a Dinamarca. El 1147, Canut i Sven s'uniren per emprendre les Croades Wends, que tanmateix acabà reinflament la seva contesa. Sven i el seu cosí el duc Valdemar, fill de Canut Lavard, derrotà a Canut a Jutlàndia el 1150, i Canut va fugir amb el seu sogre Sverker I de Suècia. Canut intentà reconquerir diversos cops de manera fracassada, buscà l'ajut de Frederic Barbarossa. El compromís resultant el 1152, que rebé el suport de Valdemar, deixà a Canut com a regent, de menor grau, conjuntament amb Sven. Tanmateix, Sven va decidir no complir el tracte.

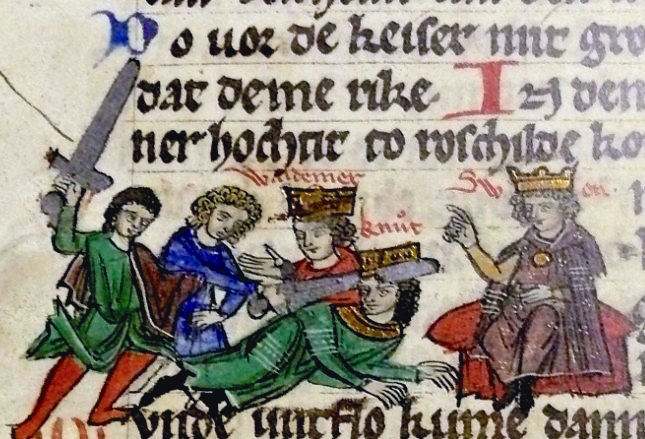
Festí Sagnant de Roskilde

Canut s'alià amb Valdemar i Sverker, incloent el casament amb Helena de Suècia filla de Sverker. Sven fugí de Dinamarca el 1154, i Canut forjà un tracte amb Valdemar, governant conjuntament sota el nom Valdemar I. Canut era un rei inferior a Valdemar, i després del retorn de Sven a Dinamarca, el 1157 s'arribà a un compromís, sota pressió dels magnats danesos. Sven, Canut i Valdemar s'instal·laren com a governants conjunts, amb Canut governant Sjælland. Durant el banquet de pau celebrat a Roskilde el 9 d'agost del 1157, més tard conegut com el Festí Sagnant de Roskilde, Sven intentà matar a Canut i Valdemar. Canut fou mort presumptament per un dels guerrers de Sven.
Sofia de Minsk germanastra de Canut es casà amb Valdemar, qui el venjà aquell mateix any matant a Sven a la Batalla de Grathe Heath i apoderant-se de Dinamarca.
No més d'un any abans de la seva mort, Canut es casà amb Helena de Suècia, però no van tenir fills. Canut també tingué fills extramatrimonials:
1. Sant Niels d'Aarhus (mort 1180); va viure com a monjo[4]
2. Knud[5]
3. Valdemar; Bisbe de Slesvig i Príncep-Arquebisbe de Bremen
4. Brigitte (o Jutta); casada amb Bernat, comte d'Anhalt
5. Hildegard; casada amb Jaromar I, Príncep de Rügen
6. Ingerd; casada amb Casimir II, Duc de Pomerània
7. Una altra filla; casada amb Bogislaw III de Schlawe